# Setodes sugdeni
Setodes sugdeni là một loài Trichoptera trong họ Leptoceridae. Chúng phân bố ở miền Cổ bắc.